# Steinberg (Hohenberg an der Eger)
Der Steinberg (653 m ü. NHN) ist ein langgezogener Hügel aus Basalt eines erloschenen Vulkans westlich der Stadt Hohenberg an der Eger im bayerischen Landkreis Wunsiedel im Fichtelgebirge. Er liegt am Ostrand des Fichtelgebirges im Naturpark Fichtelgebirge. Die Nebengipfel in unmittelbarer Nähe sind der Basalthügel (652 m) und der Heiligenberg (651 m).

## Naturschutz
Der Teilbereich Heiligenberg ist ein geschütztes Geotop. Sein geowissenschaftlicher Wert wurde vom Bayerischen Landesamt für Umwelt als „wertvoll“ eingestuft. Der Basalthügel ist Landschaftsschutzgebiet.

## Geologie
Der Steinberg gehört zu den durch die miozäne Bruchschollentektonik gebildeten Vorkommen von Vulkaniten des Fichtelgebirges am Westrand des Grabenbruch-Systems des Egergrabens. Die Vulkane sind in eine niedrig gelegene Verebnungsfläche, eine Fastebene, eingedrungen und zusammen mit der umliegenden Landschaft zum Mittelgebirge angehoben und dabei erodiert worden. Die heutigen Basaltvorkommen wie das des Steinbergs sind daher Relikte der früher in mehreren hundert Meter Tiefe liegenden unteren Stockwerke des Förderschlots. Die ehemaligen oberirdischen Vulkanbauten wurden schon vor langer Zeit restlos wieder abgetragen. An der Südseite des Steinbergs blieben, durch den harten Basalt vor Erosion geschützt, einige Meter mächtige Tonvorkommen von miozänem Alter erhalten, die im 19. Jahrhundert abgebaut wurden (vgl. Wirtschaftliche Nutzung). Der Vulkanit des Steinbergs ist ein unverwittert dunkelgraues, sehr hartes, feinkörniges, kieselsäurearmes und daher basisches Gestein, er wird als Olivin-Nephelinit charakterisiert; in der Feldansprache wird er, wie andere feinkörnige und nur bei chemischer Analyse unterscheidbare Gesteine meist Basalt genannt. In einer chemischen Analyse 2003 wird er als Basanit charakterisiert. Altersbestimmungen am Steinberg liegen nicht vor, anhand der benachbarten Vulkanite wird ein Alter des Vulkanismus in der Region von 18 bis 24 Millionen Jahren angenommen.

## Wirtschaftliche Nutzung
Der Wald gehört überwiegend den Bayerischen Staatsforsten und wird forstwirtschaftlich genutzt. An der Südseite des Berges gab es Tongruben, die bereits 1499 im Landbuch der Sechsämter genannt wurden. Die vorgefundenen Kaoline waren 1814 Anlass zur Gründung der Porzellanfabrik in Hohenberg an der Eger. 1928 wurde bergmännisch in einem 27 Meter vorgetriebenen Schacht die Oberfränkische Ockergrube Kothigenbibersbach, Sitz Nürnberg, betrieben.

## Kleindenkmale
Südwestlich des Berges steht seit 1958 der Gedenkstein für Carolus Magnus Hutschenreuther, den Begründer der Porzellanindustrie in diesem Raum. Die Schriftplatte aus blaugrauem Wölsauer Granit ruht auf vier Basaltstücken und trägt die Inschrift:
„–C.M. HUTSCHENREUTHER
–FAND HIER DIE ERDE
–FÜR UNSER PORZELLAN
–HOHENBERG–ARZBERG–SELB–SCHIRNDING
–1814–1958“

## Touristische Erschließung
Von Hohenberg aus führt über das Steinberggebiet der Hauptwanderweg Mittelweg des Fichtelgebirgsvereins, den Westfuß des Berges berührt der Fränkische Gebirgsweg von Neuhaus an der Eger nach Kothigenbibersbach.

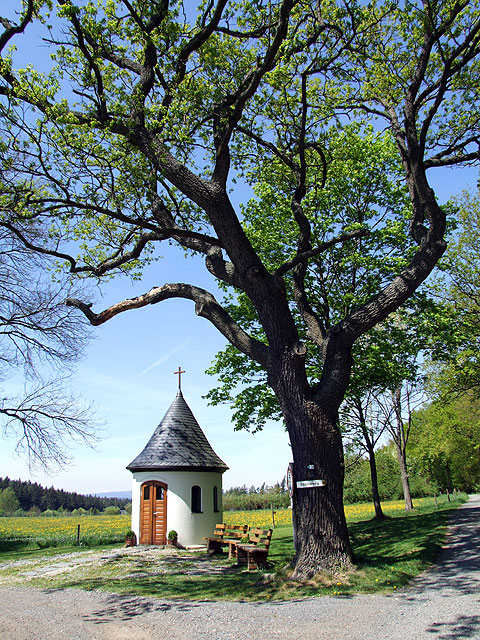
Die Fatima-Kapelle am Steinberg

## Kapelle
Am Westfuß des Berges, bei der Waldgaststätte Steinhaus, steht die Fatima-Kapelle. Bauträger ist der private Förderverein zur Errichtung und Unterhaltung einer Marienstatue e. V. Die feierliche Einweihung fand 2005 statt. Ihren Namen verdankt die Kapelle dem Ort Fátima in Portugal, wo 1917 die Gottesmutter drei Hirtenkindern erschienen sein soll. Die in einer Nische stehende Marienfigur wurde in Brasilien hergestellt, ist aus Keramik oder Porzellan und wurde von Rom gespendet.